# Grondwet van Zuid-Korea

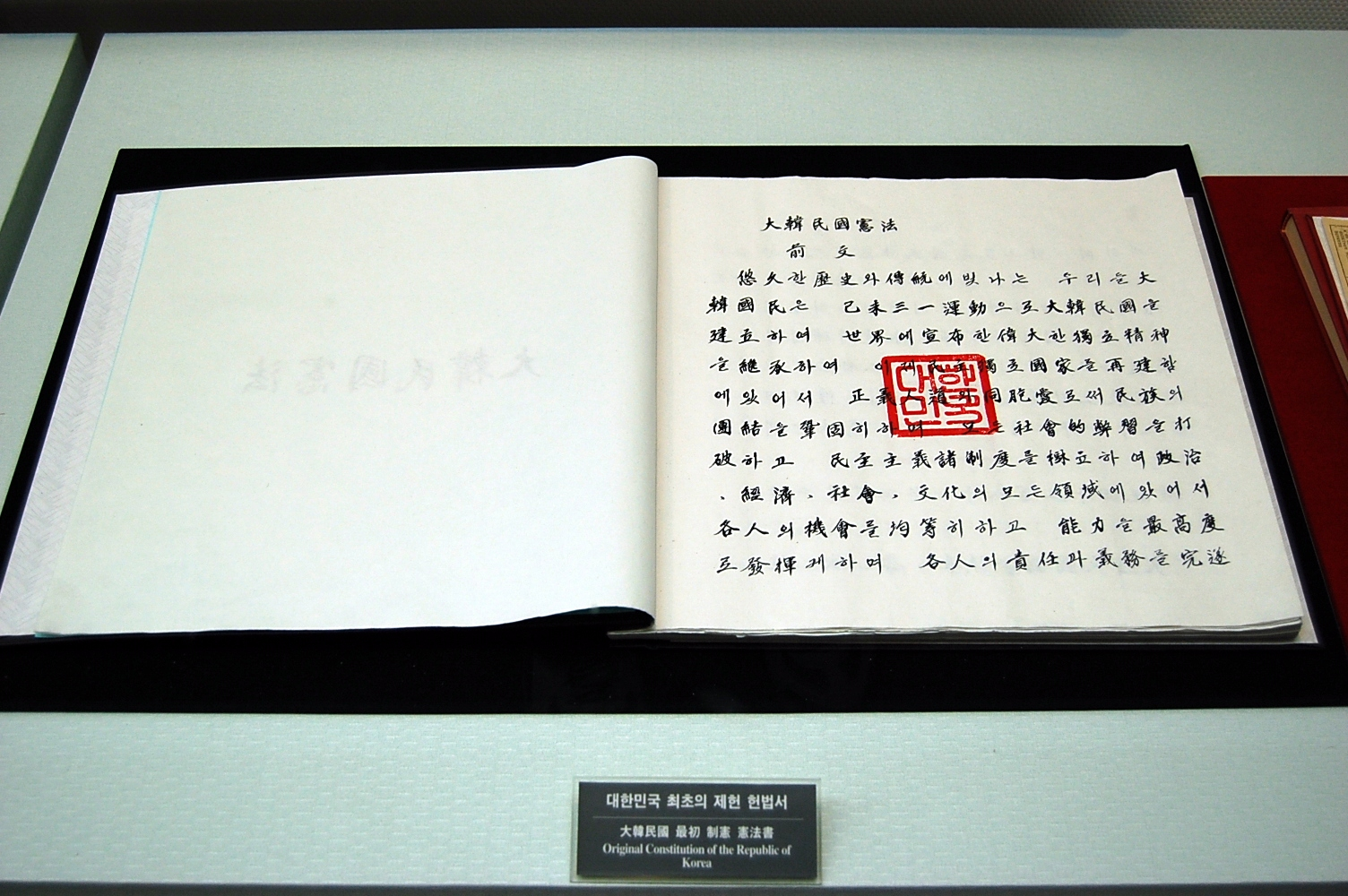
De originele grondwet van Zuid-Korea

De Grondwet van Zuid-Korea (Koreaans: 대한민국 헌법) is sinds 1948, het jaar waarin Zuid-Korea onafhankelijk werd, de grondwet van dat land. Het document is sindsdien negen keer aangepast, waarvan de laatste keer op 29 oktober 1987. De Grondwet regelt onder andere de scheiding der machten en garandeert de burgerrechten van de bevolking.

## Geschiedenis

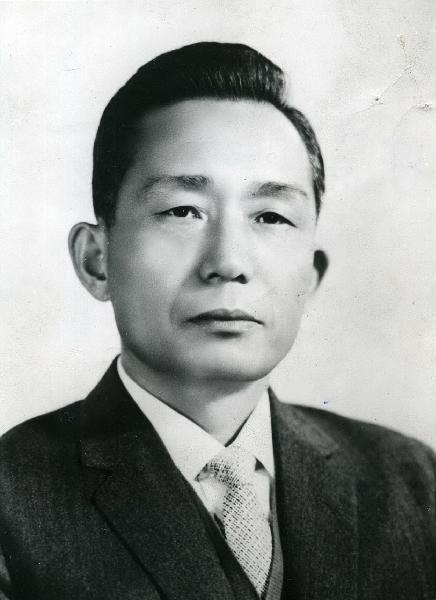
President Park Chung-hee in 1963

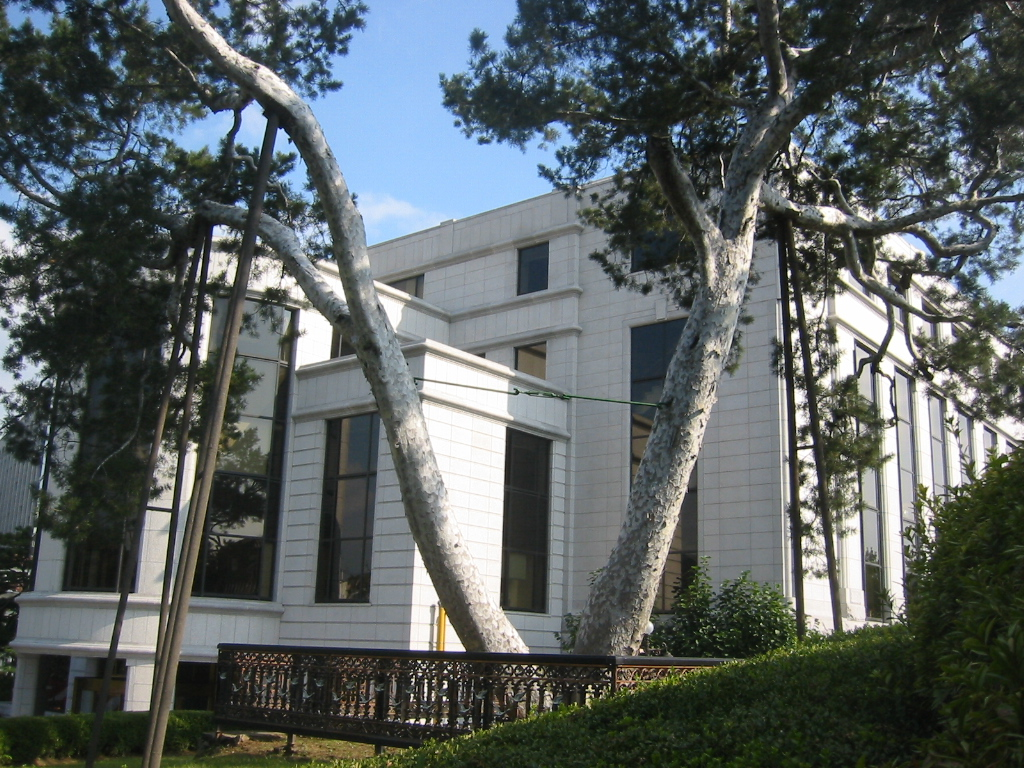
Het Constitutioneel Hof in Seoul

Het Koreaans Schiereiland maakte lange tijd deel uit van het Japanse Keizerrijk. Na de Amerikaanse overwinning op de Japanners aan het eind van de Tweede Wereldoorlog, kwam het zuidelijke deel van het Koreaans schiereiland onder Amerikaans gezag te staan. In mei 1948 werden er verkiezingen gehouden en op 17 juli 1948 keurden de nieuwgekozen parlementsleden de eerste versie van de Grondwet goed. In deze eerste versie stond onder andere dat Zuid-Korea een republiek zou worden met een presidentieel systeem. Toen op 15 augustus 1948 de onafhankelijkheid werd uitgeroepen, werd Syngman Rhee de eerste president van de nieuwgeboren staat. Onder de regeerperiode van Rhee werd de Grondwet tweemaal aangepast.
Na de massale studentenprotesten in 1960 die volgde op de tweede herverkiezing van president Rhee en leidde tot zijn ontslag, werd de grondwet opnieuw aangepast. De macht van de president werd ingeperkt en het parlement zou vanaf nu een minister-president kiezen. De wetgevende macht zou vanaf nu bestaan uit twee Kamers in plaats van een. Daarnaast werden lokale bestuurders voortaan via verkiezingen gekozen en niet langer door de president benoemd.
Na een militaire coup twee jaar later werd de Grondwet aangepast en in december 1962 in een referendum door het volk goedgekeurd. De macht van de president, die voortaan direct door het volk werd gekozen, werd hersteld en zelfs versterkt. Zo kon hij nu de minister-president en kabinetsleden benoemen, zonder dat hij daarvoor toestemming nodig had van het parlement. Daarnaast kon de president voortaan financiële en economische nooddecreten uitvaardigen. De presidentsverkiezingen die volgde op de grondwetswijziging werden in 1963 gewonnen door Park Chung-hee. Park won ook de daarop volgende verkiezingen in 1967 en om nog een herverkiezing in 1971 mogelijk te maken, liet hij in 1969 de Grondwet aanpassen. In 1972 besloot Park de Grondwet zo aan te passen dat hij zichzelf onbeperkt kon blijven opvolgen, een derde van de parlementszetels mocht vullen en nooddecreten naargelang mocht uitvaardigen. Dit stuitte op verzet van studenten en intellectuelen die een campagne opzetten om de Grondwetswijziging terug te draaien.
In 1979 werd president Park vermoord en opgevolgd door Choi Kyu-ha. In 1980 greep generaal Chun Doo-hwan echter de macht en hij kondigde een democratisering van de Grondwet aan. In september 1980 werd een voorstel voor de nieuwe Grondwet gepresenteerd dat op 22 oktober van dat jaar bij een referendum door een overweldigende meerderheid van 91,6% werd gesteund. Vijf dagen later werd de nieuwe Grondwet van kracht. Deze nieuwe Grondwet perkte de macht van de president in en vergrootte die van het parlement. Ook mochten er weer meerdere presidentskandidaten zijn en werd de termijn voor een presidentschap op maximaal zeven jaar vastgesteld. Burgers kregen meer vrijheden en rechten, waaronder het recht voor een rechtbank te mogen te verschijnen na een arrestatie. Een recht dat door Park was afgeschaft. Bij de presidentsverkiezingen die volgde op de grondwetswijziging waren er echter geen serieuze tegenkandidaten voor Chun, waardoor hij tot president werd gekozen.
Ondanks de nieuwe Grondwet en de inmiddels sterk groeiende economie, bleef een groot deel van het volk ontevreden over de regering van Chun. Tijdens zijn regeerperiode kreeg Chun regelmatig te maken met studentenopstanden die hij bloedig liet neerslaan. Bij een volksopstand in 1980 kwamen bijna tweehonderd mensen om het leven, deze volksopstand zou bekend komen te staan als het Bloedbad van Gwangju. Mede hierdoor groeide zowel nationaal als internationaal de weerstand tegen president Chun en in 1987 braken er opnieuw massaal protesten uit, waarna Chun aftrad. Zijn opvolger, Roh Tae-woo, willigde alle eisen van de oppositie in. Roh liet een nieuwe Grondwet maken waarin de macht van het parlement werd vergroot en die van de president werd verkleind. Een andere belangrijke wijziging was het in het leven roepen van een Constitutioneel Hof dat nieuwe wetten zou toetsen aan de Grondwet. De grondwetswijziging van 1987 is tot nu toe de laatste geweest.

## Indeling

#### Inleiding
De Grondwet begint met een inleiding (preambule) waarin het Zuid-Koreaanse volk zegt trots te zijn op zijn geschiedenis en tradities, en de missie van democratische hervormingen en die van een vreedzame hereniging met Noord-Korea op zich te hebben genomen. Daarnaast zegt het volk de levensstandaard van alle burgers te willen verhogen, te willen bijdragen aan wereldvrede, en veiligheid, vrijheid en geluk te willen garanderen. De inleiding is vanuit het perspectief van het Zuid-Koreaanse volk geschreven, omdat de Grondwet door het volk is aangenomen bij een referendum.

#### Hoofdstuk 1: Algemene bepalingen
In dit hoofdstuk staat dat Zuid-Korea een democratische republiek is en dat de soevereiniteit bij het volk ligt. Daarnaast staat er dat het grondgebied van de Republiek het gehele Koreaanse schiereiland bestrijkt en dat Zuid-Korea unificatie met Noord-Korea zal nastreven via een vreedzame politiek van vrijheid en democratie. Het staat iedereen vrij een politieke partij op te richten en het meerpartijenstelsel wordt gegarandeerd. De overheid dient zich in te zetten voor het behoud van cultureel erfgoed en dient de nationale cultuur te versterken.

#### Hoofdstuk 2: Burgerrechten en -plichten

De dienstplicht is grondwettelijk vastgelegd

In dit hoofdstuk zijn onder andere de volgende burgerrechten gegarandeerd:
1. Het recht op gelijke behandeling
2. Het recht op privacy
3. Het recht op gewetensvrijheid
4. Het recht op geloofsvrijheid
5. Het recht op vrijheid van meningsuiting
6. Het recht op vrije pers
7. Het recht te stemmen

Daar staan onder andere de volgende burgerplichten tegenover:
1. De plicht belasting te betalen
2. De plicht in het leger deel te nemen (dienstplicht)

Verder staat in dit hoofdstuk dat er een scheiding van kerk en staat is en dat de staat zich zal inzetten voor sociale zekerheid en welzijn.

#### Hoofdstuk 3: Het nationale parlement
De wetgevende macht ligt bij het parlement waarvan de ingezetenen om de vier jaar via directe verkiezingen verkozen worden. Het nationaal parlement keurt wetten goed, en stemt over de nationale begroting. Wetsvoorstellen kunnen zowel door het parlement als door de regering worden ingediend. Een voorstel is pas grondwettelijk goedgekeurd indien een meerderheid van de parlementsleden aanwezig is en indien daarvan een meerderheid vóór stemt. Bij een even aantal stemmen voor en tegen, is een voorstel niet aangenomen. Wetsvoorstellen die door het parlement zijn aangenomen kunnen door de president worden teruggestuurd om te worden herzien. Als het parlement het voorstel vervolgens met een tweederdemeerderheid alsnog goedkeurt, treedt de wet alsnog in werking.
Parlementsleden genieten een bepaalde vorm van parlementaire immuniteit, waardoor ze niet kunnen worden terechtgesteld voor meningen of stemmingen die zijn geuit tijdens parlementaire zittingen. Het parlement kan te allen tijde een afzettingsprocedure starten tegen kabinetsleden en de president. Een afzettingsprocedure tegen de president dient door een tweederdemeerderheid te worden gesteund.

#### Hoofdstuk 4: De uitvoerende macht

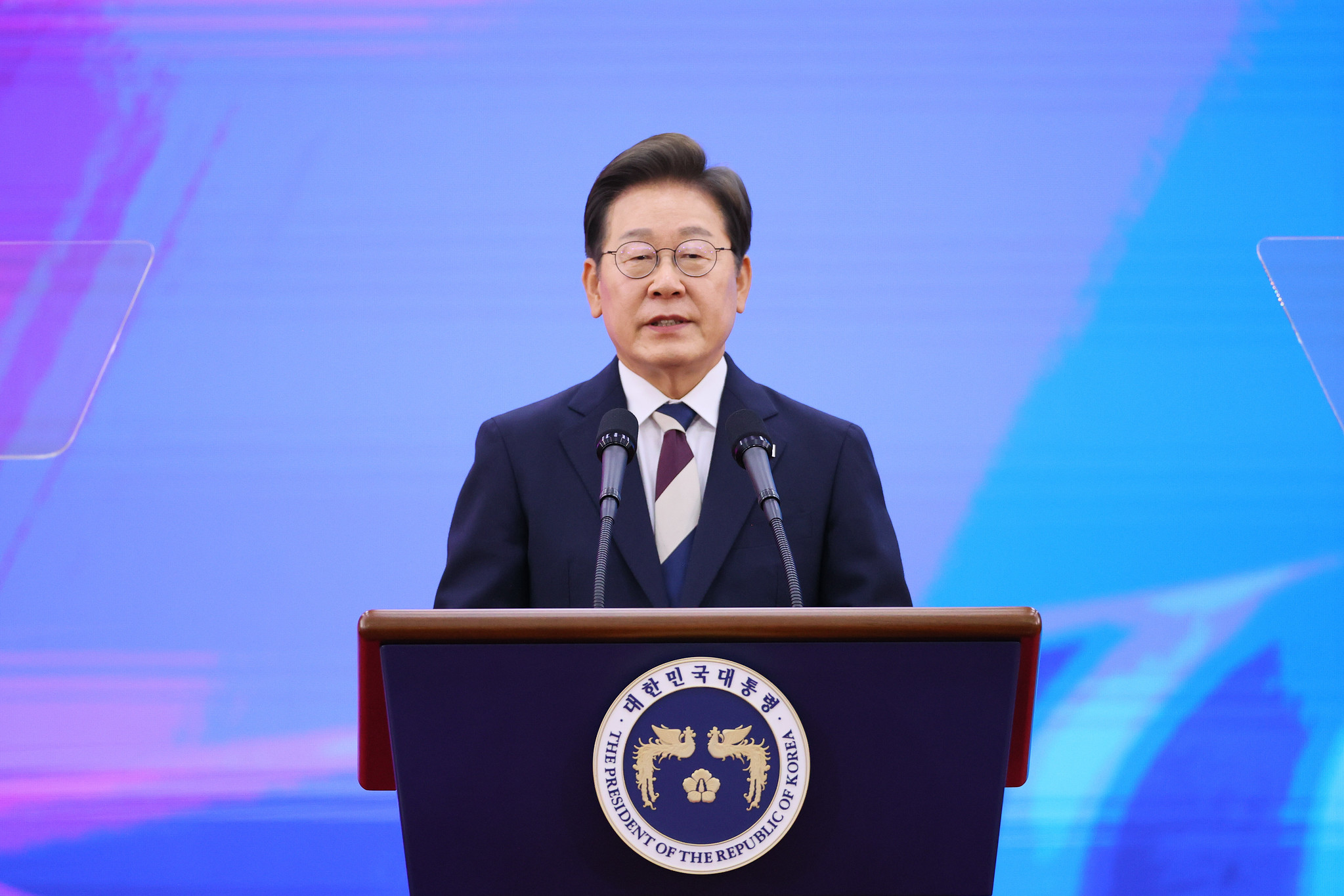
Lee Jae-myung huidige president van Zuid-Korea

De president, die om de vijf jaar via direct verkiezingen wordt verkozen, is het staatshoofd van de Republiek en dient maximaal één termijn. De president houdt zich bezig met het uitvoeren van wetten en is tevens opperbevelhebber van het leger. Daarnaast staat de Raad van Controle en Inspectie onder jurisdictie van de president. Deze Raad inspecteert en onderzoekt de inkomsten en uitgaven van de staat en de prestaties van overheidsinstellingen. De president kan tijdens zijn termijn niet worden aangeklaagd, behalve in het geval van een opstand of verraad. De president dient tijdens zijn inauguratie de volgende eed af te leggen:

Ik zweer plechtig ten overstaan van het volk, dat ik trouw de plichten van de president zal uitvoeren door de Grondwet in acht te nemen, de Staat te verdedigen, de vreedzame hereniging van het vaderland na te streven, de vrijheid en het welzijn van het volk te promoten en te streven naar ontwikkeling van de nationale cultuur.

De minister-president wordt aangewezen door de president na goedkeuring van het parlement. Op advies van de premier benoemt de president leden voor de Raad van State, een orgaan dat de president adviseert bij het uitvoeren van zijn werk. Uit deze Raad kiest de president, op advies van de minister-president, de ministers voor de verschillende ministeries.

#### Hoofdstuk 5: De rechtbanken
De rechterlijke macht ligt bij de rechtbanken die onder leiding staan van het Hooggerechtshof. Het Hooggerechtshof is de hoogste rechtbank waarvan de opperrechter wordt aangewezen door de president met instemming van het parlement. De president wijst vervolgens, op advies van de opperrechter, de overige rechters van het Hooggerechtshof aan die, na goedkeuring van het parlement, worden aangesteld. De opperrechter zit een termijn van zes jaar en mag daarna niet opnieuw worden aangesteld. De termijn van de overige rechters van het Hooggerechtshof duurt maximaal tien jaar. Rechtszaken dienen altijd in het openbaar te worden gevoerd, tenzij dat de nationale orde of veiligheid in het gevaar brengt.

#### Hoofdstuk 6: Het Constitutioneel Hof
Het Constitutioneel Hof doet uitspraken over de grondwettelijkheid van wetten, afzettingsprocedures, de ontbinding van politieke partijen en klachten van burgers die zich in hun grondrechten voelen aangetast. Het Hof bestaat uit negen rechters die worden benoemd door de president. Drie daarvan moeten worden geselecteerd uit kandidaten die het parlement naar voren heeft geschoven en nog eens drie uit kandidaten die de opperrechter van het Hooggerechtshof naar voren heeft geschoven. De president bepaalt wie de voorzitter is van het Constitutioneel Hof. Alle rechters zitten een termijn van zes jaar en besluiten worden genomen met een tweederdemeerderheid.

#### Hoofdstuk 7: Verkiezingsbeheer

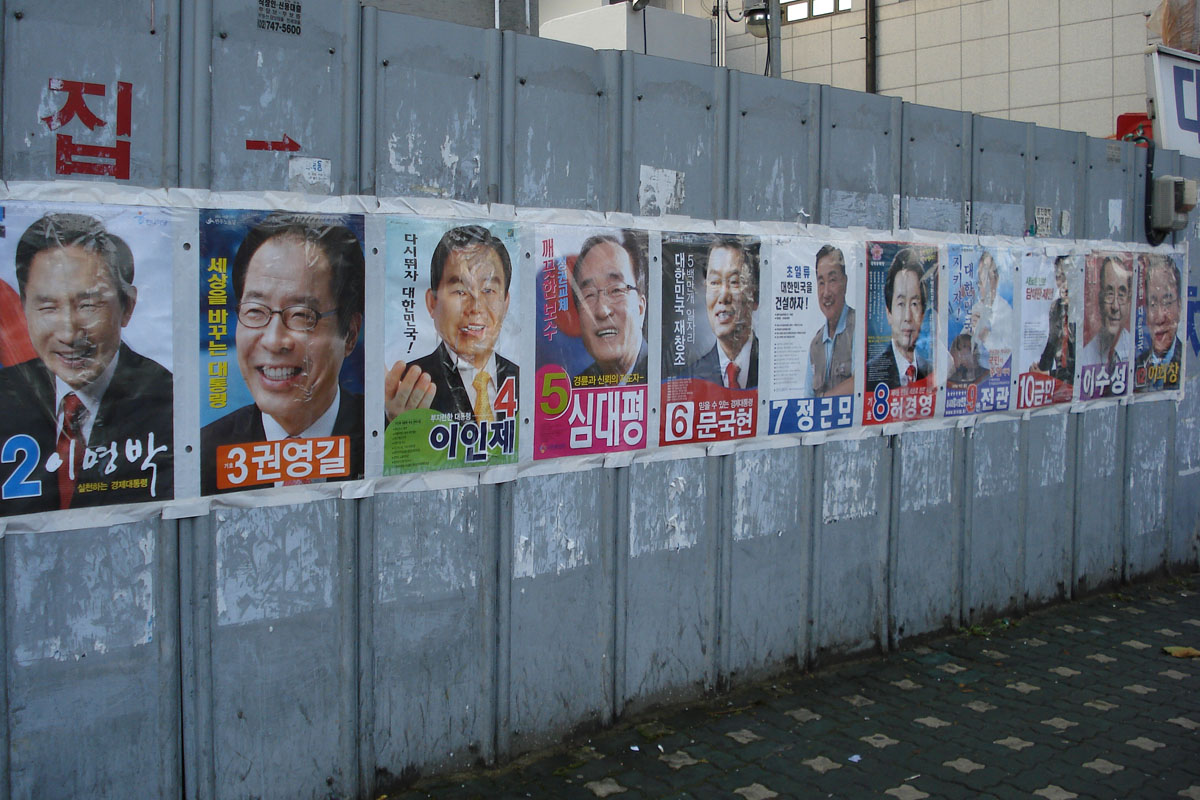
Verkiezingsposters in aanloop naar de presidentsverkiezingen van 2007

De Nationale Kiescommissie gaat over het eerlijk verlopen van verkiezingen en referenda. De Kiescommissie bestaat uit drie leden gekozen door de president, drie door het parlement en drie door de opperrechter van het Hooggerechtshof. Leden van de Kiescommissie zitten een termijn van maximaal zes jaar en mogen niet deelnemen aan politieke activiteiten. De Kiescommissie overziet de verkiezingscampagnes en garandeert gelijke kansen voor alle partijen.

#### Hoofdstuk 8: Lokale autonomie
Lokale overheden voeren administratieve taken uit aangaande het welzijn van de lokale bevolking, onderhouden gebouwen en vaardigen verordeningen uit die binnen de lokale autonomie vallen. Iedere lokale overheid heeft een raad. De wet bepaalt hoe de samenstelling van zo'n raad wordt bepaald en welke machtsmiddelen zo'n raad krijgt.

#### Hoofdstuk 9: De economie
De overheid respecteert de waarden van het economisch liberalisme, maar behoudt zich het recht voor de economie te reguleren teneinde marktdominantie en economisch machtsmisbruik te voorkomen. Private ondernemingen zullen nooit worden genationaliseerd, tenzij de nationale veiligheid of de nationale economie in gevaar is. De staat ondersteunt en beschermt de landbouw en visserij, alsmede het midden- en kleinbedrijf. Ook dient de overheid zich in te zetten voor de bescherming van consumentenbelangen en ondersteunt zij innovatie.

#### Hoofdstuk 10: Grondwetswijzigingen
Zowel de president als een meerderheid in het parlement kan een voorstel voor een grondwetswijziging indienen. Wijzigingen om de termijn van het presidentschap te verlengen of om een presidentiële herverkiezing mogelijk te maken, gelden niet voor de zittend president. Voorstellen voor een grondwetswijziging dienen door de president openbaar te worden gemaakt en moeten in het parlement een tweederdemeerderheid halen. Vervolgens moet het voorstel bij een volksraadpleging meer dan vijftig procent van de stemmen krijgen bij een opkomst van eveneens meer dan vijftig procent. Als aan al deze voorwaarden is voldaan wordt een grondwetswijziging van kracht en wordt deze door de president afgekondigd.